# 大村市立旭が丘小学校
大村市立旭が丘小学校（おおむらしりつ あさひがおかしょうがっこう）は、長崎県大村市木場一丁目にある公立小学校。

## 概要
歴史
児童数の増加により、1981年（昭和56年）4月に大村市立大村小学校から分離・独立する形で開校した。
校歌
1982年（昭和57年）に制定。作詞は牛島知孝、作曲は辻澄夫による。歌詞は3番まであり、3番に校名の「旭が丘小学校」が登場する。
校区
須田ノ木町、赤佐古町、徳泉川内町、木場一丁目・二丁目、向木場町、玖島三丁目の一部、武部町（玖島団地）。中学校区は大村市立大村中学校区。

## 沿革
- 1981年（昭和56年）
  - 4月1日 - 大村市立大村小学校から分離・独立する形で「大村市立旭が丘小学校」が開校。児童数384名。
    - 学校給食は南部地区学校給食共同調理場が担当する。

  - 6月10日 - アスレチック遊具が完成。
  - 9月1日 - 校旗を制定。
- 1982年（昭和57年）
  - 1月31日 - 第二期工事として特別教室と普通教室が完成。
  - 3月7日 - 校庭の植樹を実施。
  - 3月13日 - 校歌を制定。
- 1983年（昭和58年）
  - 2月5日 - 体育館が完成。
  - 2月19日 - 総合落成式を挙行。地区住民による記念碑「自ら正しく行う子」を建立。
  - 4月4日 - プールが完成。
  - 6月13日 - ヤマモモの木の築山が完成。
- 1984年（昭和59年）3月30日 - 校門と渡り廊下が完成。
- 1991年（平成3年）3月9日 - 増築校舎が完成。
- 1996年（平成8年）9月30日 - トイレ水洗化工事が完成。
- 1999年（平成11年）3月15日 - 通学用歩道が完成。
- 2000年（平成12年）11月28日 - Up With People（国際教育プログラム参加支援）が来校。
- 2001年（平成13年）12月13日 - 国際交流AFSが来校。
- 2005年（平成17年）3月22日 - 小学校看板・安全の近い看板を設置。
- 2006年（平成18年）4月 - 市内の公立小中学校で二学期制が導入される。
- 2007年（平成19年）4月25日 - 特別支援学級「えがお学級」を開設。
- 2010年（平成22年）8月24日 - ソーラーパネルを設置。
- 1998年（平成10年）4月 - 教育用コンピューターが導入され、パソコン室が完成。
- 2010年（平成22年）10月 - ソーラーパネルが設置される。
- 2013年（平成25年）8月 - 大村市内の学校給食共同調理場が統合され、大村市小学校給食センターが新設される。
  - これにより、市立小学校すべての給食が1ヶ所で調理されることとなった。

## 著名な出身者
- 山本美月 - モデル、女優。小学3年生まで在籍し、4年生で福岡市立壱岐小学校へ転校。

## アクセス
最寄りのバス停
- 路線バス - 県営バス 横山頭 - 松山線 学校入口バス停
- 高速バス - 長崎自動車道 木場バスストップ

最寄りの国道・県道
- 長崎県道257号大村外環状線

## 参考資料
- 大村市の教育 平成25年度 (PDF)  - 大村市ウェブサイト
- 「大村市史 下巻」（1961年（昭和36年）2月11日発行、大村市役所）

## 関連事項
- 長崎県小学校一覧